# Horisme maerens
Horisme maerens är en fjärilsart som beskrevs av Holloway 1977. Horisme maerens ingår i släktet Horisme och familjen mätare. Inga underarter finns listade i Catalogue of Life.